# Galatasaray Spor Kulübü Basketbol 2013-2014
Questa voce raccoglie le informazioni riguardanti il Galatasaray Spor Kulübü Basketbol nelle competizioni ufficiali della stagione 2013-2014.

## Stagione
La stagione 2013-2014 del Galatasaray Spor Kulübü Basketbol è la 48ª nel massimo campionato turco di pallacanestro, la Türkiye 1. Basketbol Ligi.
La società si qualifica al quarto posto nella stagione regolare. Nei play-off arriva fino alle finali dove viene sconfitta per 3 a 4 dal Fenerbahçe.

## Roster
Aggiornato al 18 agosto 2018.
| Galatasaray Liv Hospital Istanbul 2013-14 | Galatasaray Liv Hospital Istanbul 2013-14 |
| Giocatori                                 | Staff tecnico                             |
| ----------------------------------------- | ----------------------------------------- |

| N. | Naz.                                                     | Ruolo | Nome                   | Anno | Alt.   | Peso   |  |
| -- | -------------------------------------------------------- | ----- | ---------------------- | ---- | ------ | ------ |  |
| 4  | Serbia (bandiera)                                        | C     | Zoran Erceg            | 1985 | 211 cm | 112 kg |  |
| 5  | Stati Uniti (bandiera)                                   | G     | Jamont Gordon          | 1987 | 194 cm | 102 kg |  |
| 6  | Turchia (bandiera)                                       | C     | Doğukan Sönmez         | 1992 | 206 cm | 100 kg |  |
| 7  | Turchia (bandiera)                                       | G     | Göksenin Köksal        | 1991 | 196 cm | 86 kg  |  |
| 8  | Stati Uniti (bandiera)                                   | AP    | Malik Hairston         | 1987 | 198 cm | 100 kg |  |
| 9  | Georgia (bandiera)                                       | G     | Manuchar Mark'oishvili | 1986 | 197 cm | 91 kg  |  |
| 11 | Australia (bandiera) · Guinea-Bissau (bandiera)          | C     | Nathan Jawai           | 1986 | 207 cm | 127 kg |  |
| 14 | Turchia (bandiera)                                       | P     | Engin Atsür            | 1984 | 189 cm | 85 kg  |  |
| 17 | Turchia (bandiera)                                       | AP    | Cenk Akyol             | 1987 | 197 cm | 94 kg  |  |
| 19 | Turchia (bandiera)                                       | AC    | Furkan Aldemir         | 1991 | 207 cm | 105 kg |  |
| 22 | Regno Unito (bandiera)                                   | AG    | Pops Mensah-Bonsu      | 1983 | 206 cm | 107 kg |  |
| 25 | Serbia (bandiera)                                        | AG    | Milan Mačvan           | 1989 | 206 cm | 120 kg |  |
| 30 | Porto Rico (bandiera)                                    | P     | Carlos Arroyo          | 1979 | 188 cm | 84 kg  |  |
| 32 | Turchia (bandiera)                                       | G     | Sinan Güler            | 1983 | 192 cm | 95 kg  |  |
| 33 | Turchia (bandiera)                                       | P     | Ender Arslan (C)       | 1983 | 188 cm | 82 kg  |  |
| 35 | Stati Uniti (bandiera) · Turchia (bandiera)              | AC    | Erwin Dudley           | 1981 | 204 cm | 111 kg |  |
| 44 | Stati Uniti (bandiera) · Bosnia ed Erzegovina (bandiera) | GA    | Henry Domercant        | 1980 | 193 cm | 95 kg  |  |
| 45 | Turchia (bandiera)                                       | G     | Şuacan Pişkin          | 1990 | 188 cm | 84 kg  |  |
| -  | Macedonia del Nord (bandiera) · Turchia (bandiera)       | PG    | Kristijan Nikolov      | 1996 | 183 cm | 73 kg  |  |

| Allenatore                                                            |
| - Ergin Ataman                                                        |
| Assistente/i                                                          |
| - Yakup Sekizkök Legenda - (C) Capitano - (IN) Inattivo - Infortunato |

## Mercato

### Sessione estiva
| Acquisti | Acquisti      | Acquisti     | Acquisti   | Acquisti |
| R.a      | Nome          | da           | Modalità   |          |
| -------- | ------------- | ------------ | ---------- | -------- |
| C        | Nathan Jawai  | Barcellona   | definitivo |          |
| G        | Sinan Güler   | Anadolu Efes | definitivo |          |
| C        | Zoran Erceg   | CSKA Mosca   | definitivo |          |
| G        | Şuacan Pişkin | Basketspor   | definitivo |          |
| C        | Mutlu Demir   | Mersin BŞB   | definitivo |          |

| Cessioni | Cessioni       | Cessioni      | Cessioni       | Cessioni |
| R.       | Nome           | a             | Modalità       |          |
| -------- | -------------- | ------------- | -------------- | -------- |
| P        | Can Korkmaz    | Trabzonspor   | fine contratto |          |
| AP       | David Hawkins  | Free agent    | rescissione    |          |
| C        | Sertaç Şanlı   | Gaziantep BŞB | prestito       |          |
| C        | Boniface Ndong |               | ritirato       |          |
| C        | Mutlu Demir    | Galatasaray   | rescissione    |          |

### Dopo l'inizio della stagione
| Acquisti | Acquisti          | Acquisti      | Acquisti         | Acquisti   |
| R.       | Nome              | da            | Data             | Modalità   |
| -------- | ----------------- | ------------- | ---------------- | ---------- |
| AG       | Pops Mensah-Bonsu | Wash. Wizards | 28 ottobre 2013  | definitivo |
| AP       | Malik Hairston    | Free agent    | 14 novembre 2013 | definitivo |

| Cessioni | Cessioni     | Cessioni   | Cessioni      | Cessioni    |
| R.       | Nome         | a          | Data          | Modalità    |
| -------- | ------------ | ---------- | ------------- | ----------- |
| C        | Nathan Jawai | Free agent | novembre 2013 | rescissione |